# Knockboy
Knockboy är ett berg i republiken Irland. Det ligger i den sydvästra delen av landet, 280 km sydväst om huvudstaden Dublin. Toppen på Knockboy är 706 meter över havet.
Terrängen runt Knockboy är huvudsakligen kuperad.Runt Knockboy är det glesbefolkat, med 11 invånare per kvadratkilometer. Närmaste större samhälle är Bantry, 14,5 km söder om Knockboy. Trakten runt Knockboy består i huvudsak av gräsmarker.